# فروتیلار، شیلی
فروتیلار، شیلی (به اسپانیایی: Frutillar) یک سکونتگاه مسکونی در شیلی است که در Llanquihue Province واقع شده‌است.

## خصوصیات
فروتیلار ۸۳۱٫۴ کیلومترمربع مساحت و ۱۶٬۲۸۳ نفر جمعیت دارد و ۶۲ متر بالاتر از سطح دریا واقع شده‌است.